# Gelbe Wiesenraute
Die Gelbe Wiesenraute (Thalictrum  flavum) ist eine Pflanzenart, die zur Unterfamilie der Isopyroideae innerhalb der Familie der Hahnenfußgewächsen (Ranunculaceae) gehört.

## Beschreibung
Die Gelbe Wiesenraute ist eine ausdauernde krautige Pflanze, die Wuchshöhen von (60 bis) 70 bis 110 (bis 200) cm erreicht. Unterirdische Ausläufer sind immer vorhanden. Die Stängel sind kahl und leicht kantig bis rinnig. Die zusammengesetzten Laubblätter sind doppelt bis dreifach gefiedert. Die grünen, höchstens wenig bereiften Fiederblättchen sind überwiegend drei- oder fünflappig oder -spaltig. Die unteren Fiederblättchen besitzen meist kleine, häutige Nebenblättchen (Stipellen).

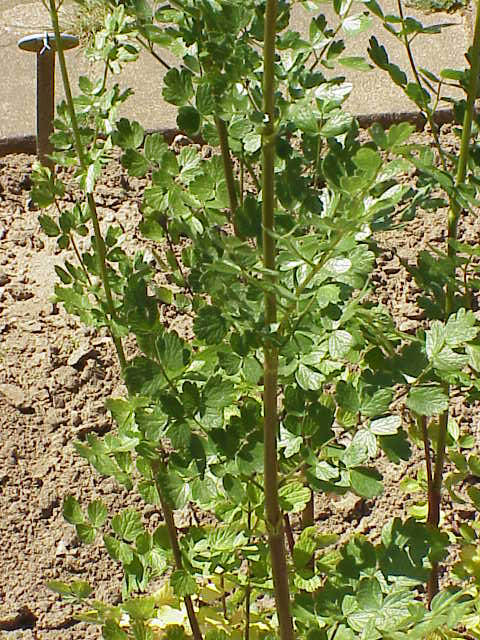
Stängel und Blätter

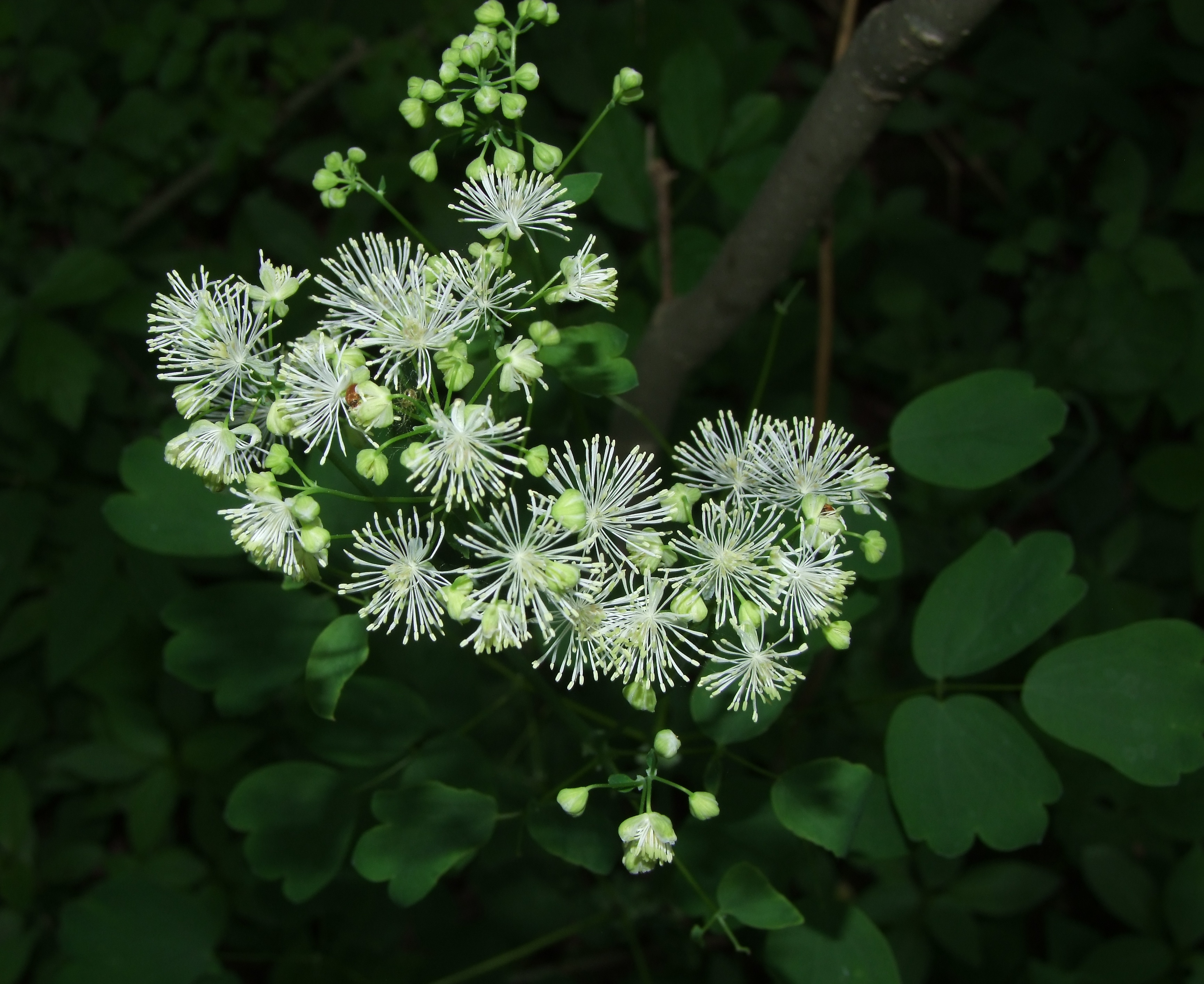
Blütenstand

Sie blüht von Juni bis August. Viele duftende Blüten stehen in einem rispigen Blütenstand zusammen, der einen schmal länglichen Umriss besitzt. Die 2,3 bis 3,1 mm langen Nüsschen weisen sechs Längsrippen auf.
Die Chromosomenzahl beträgt 2n = 84; die Art ist dodekaploid.

## Ökologie
Die Gelbe Wiesenraute ist ein Hemikryptophyt und eine Kriechpionierpflanze. Ihr Blütenduft weist darauf hin, dass sie nicht nur vom Wind, sondern auch von Insekten bestäubt wird (Pollenblume). Die Früchte sind einsamige Nüsschen und sie verbreiten sich als Flügelflieger und Schwimmfrüchte.

## Inhaltsstoffe
Die Wurzeln enthalten das gelb gefärbte Alkaloid Berberin und andere basische Substanzen und eignen sich zum Färben von Wolle.

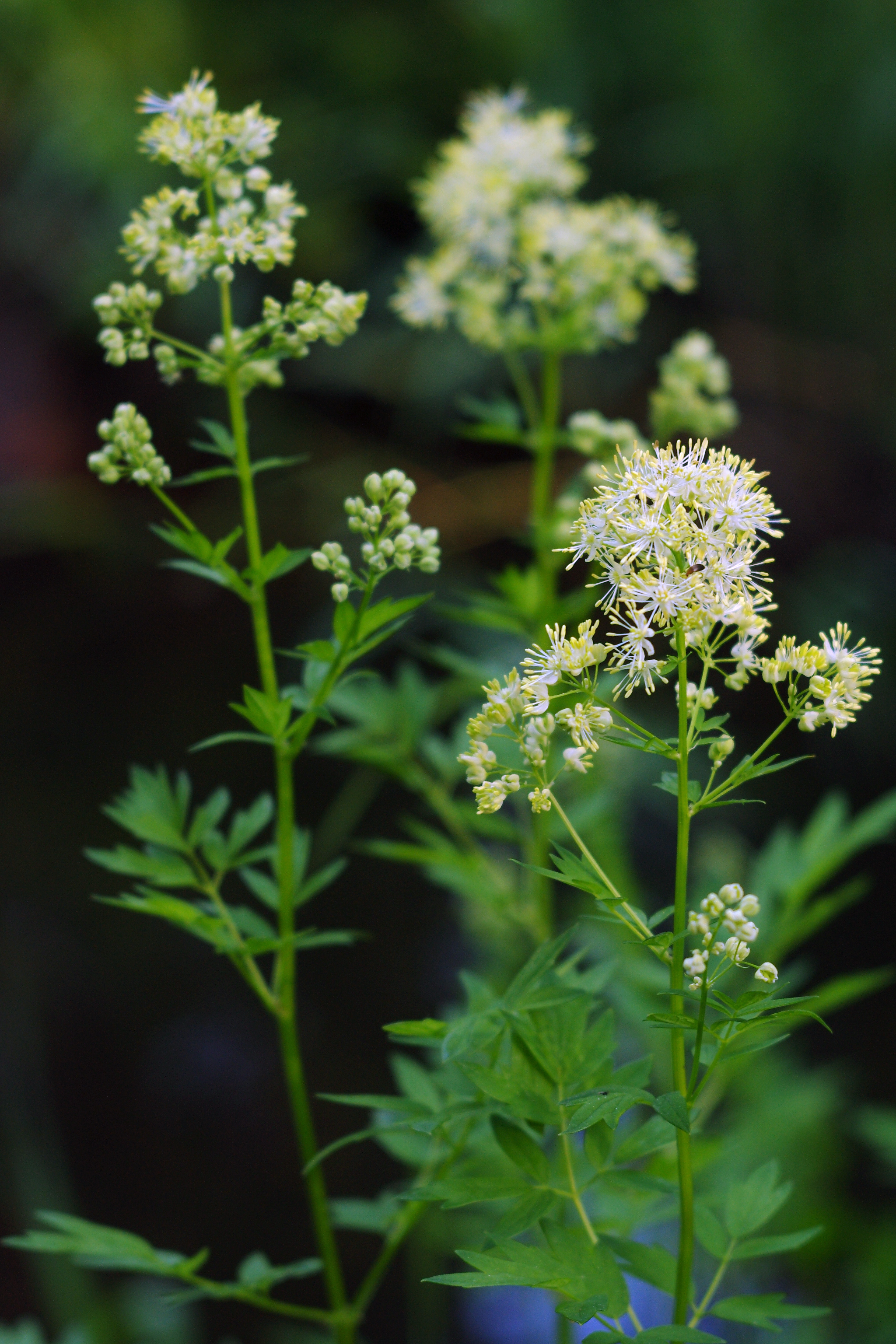
Gelbe Wiesenraute

## Vorkommen
Das Verbreitungsgebiet dieser häufig verwechselten Stromtalpflanze reicht von Irland, Westfrankreich und dem Baskenland im Westen bis zum Einzugsgebiet des Ob jenseits des Urals. An der Nordgrenze endet die Verbreitung am Beginn der arktischen Klimazone, im Süden reicht das geschlossene Verbreitungsgebiet bis zu den Rhone- und Donauauen; südlich davon gibt es nur sehr sporadische Vorkommen. Angegebene Vorkommen aus Sibirien konnten nicht bestätigt werden.
Die Gelbe Wiesenraute bevorzugt feuchte, nährstoffarme Böden wie an Gräben und Flachmoore. Da heute die Wiesen stärker gedüngt werden, ist sie nicht mehr so oft anzutreffen. Nach Ellenberg ist sie eine Halblichtpflanze, intermediär-kontinental wachsend und eine Verbandscharakterart der Mädesüß-Uferfluren (Filipendulion ulmariae), kommt aber auch in Gesellschaften der Verbände Molinion oder Senecion fluviatilis vor.
Die ökologischen Zeigerwerte nach Landolt et al. 2010 sind in der Schweiz: Feuchtezahl F = 4w+ (sehr feucht aber stark wechselnd), Lichtzahl L = 3 (halbschattig), Reaktionszahl R = 4 (neutral bis basisch), Temperaturzahl T = 3+ (unter-montan und ober-kollin), Nährstoffzahl N = 3 (mäßig nährstoffarm bis mäßig nährstoffreich), Kontinentalitätszahl K = 3 (subozeanisch bis subkontinental), Salztoleranz 1 = tolerant.

## Systematik
Die Gelbe Wiesenraute wurde 1753 von Carl von Linné in Species Plantarum erstveröffentlicht. Ein wichtiges Synonym ist Thalictrum morisonii C.C. Gmel. Früher als Unterarten von Thalictrum flavum angesehene Taxa werden heute zu Thalictrum simplex subsp. simplex (Syn. Thalictrum flavum subsp. costae (Timb.-Lagr. ex Debeaux) Rouy & Foucaud) oder zu Thalictrum speciosissimum L. (Syn. Thalictrum flavum subsp. glaucum (Desf.) Batt.) gestellt.